# Sandettie Bank
Die Sandettie Bank (französisch: Banc de Sandettié) ist eine langgestreckte Sandbank in der Nordsee, genauer etwa in der Mitte des östlichen Eingangs der Straße von Dover. Nordwestlich von ihr liegen die besonders gefährlichen Goodwin Sands, südlich die Sandbank Ruytingen.
Da die Untiefe eine erhebliche Gefahr für die sehr starke Schifffahrt in der Straße von Dover darstellt, wurde sie in den Jahren 1902 bis 1989 von einer Abfolge von französischen Feuerschiffen markiert, die während ihres Einsatzes dort alle den Namen Sandettié trugen. Die letzte Feuerschiff Sandettié war auch das letzte bemannte französische Feuerschiff, das außer Dienst gestellt wurde. Das Schiff liegt heute als Museumsschiff vor dem Hafenmuseum von Dünkirchen vor Anker.
Heute unterhält die britische Behörde Trinity House ein unbemanntes Feuerschiff, das Sandettie Lightvessel, zur Sicherung der Sandettie Bank. Das Schiff verfügt auch über eine automatische Wetterstation.

## Geologie
Die Basis der Sandbank bilden Schichten aus dem Tertiär. Nur im Nordwesten wurden diese durch Erosion abgetragen. Dieses Erosionsbecken wurde aufgefüllt durch eine Abfolge von Sandschichten aus dem Quartär und darüber aus dem Holozän, eine Schichtfolge, die ansonsten die Tertiärschicht überlagert. Die Unterschiede zwischen Höhen und Tiefen auf der Oberfläche der Sandbank (Amplitude) liegen bei bis zu 10 Höhenmetern. Die Wellenlänge beträgt bis zu 200 Meter. Es lassen sich drei Formbereiche unterscheiden. Am nördlichen Ende der Sandbank treten lineare Querrippen auf mit unregelmäßiger Amplitude und Wellenlänge. Im unteren Bereich bestehen sie aus Feuerstein-Kies, im oberen Bereich aus mittleren Sanden. Diese Bereiche sind fossile Hinterlassenschaften der Zeit des Präboreal-Subboreal. Am südlichen Ende der Sandbank befinden sich symmetrische Unterwasserdünen von gleichmäßiger Amplitude und Wellenlänge, die stabil sind. Im Westen der Sandettie Bank finden sich asymmetrische Unterwasserdünen, die vermutlich instabil sind und sich in südlicher Richtung bewegen.

## Biologie
Die Sandettie Bank wird gemäß World Register of Marine Species u. a. von folgenden Arten besiedelt:
- Dromia vulgaris H. Milne Edwards, 1837; aktuelle Bezeichnung: Dromia personata (Linnaeus, 1758), deutsch Schwammkrabbe[5]
- Ebalia tumefacta (Montagu, 1808); deutsch: Steinkrabbe[6]
- Hyas coarctatus Leach, 1816; deutsch Dreieckskrabbe[7]
- Pisa armata (Latreille, 1803); deutsch Dreieckskrabbe, Seespinne[8]
- Portunus arcuatus Leach, 1814; aktuelle Bezeichnung: Liocarcinus navigator (Herbst, 1794), deutsch Gewimperte Schwimmkrabbe[9]
- Portunus puber (Linnaeus); aktuelle Bezeichnung Necora puber, deutsch: Samtkrabbe

## Downs-Hering
Das Gebiet um die Sandettie Bank ist der wichtigste Laichplatz des Downs-Herings, einer der großen Teilbestände der Heringe in der Nordsee. Als wegen Überfischung die Bestände stark zurückgingen, beantragte England 1958 erfolgreich ein zeitlich begrenztes Fangverbot im Gebiet des Heringslaichplatzes Sandettie.